# Kerbecke
Die Kerbecke ist ein Bach in Hattingen, der linksseitig in die Ruhr mündet. Sie verläuft nordwestlich von Niederwenigern und mündet bei der Straße Am Kempel in die Ruhr. 2014 wurden Renaturierungsmaßnahmen beschlossen.